# Спрејг (Вашингтон)
Спрејг (енгл. Sprague) град је у америчкој савезној држави Вашингтон. По попису становништва из 2010. у њему је живело 446 становника.

## Демографија
Према попису становништва из 2010. у граду је живело 446 становника, што је 44 (9,0%) становника мање него 2000. године.
| Група             | 2000.       | 2010.       |
| Белци             | 453 (92,4%) | 406 (91,0%) |
| Афроамериканци    | 0 (0,0%)    | 0 (0,0%)    |
| Азијати           | 2 (0,4%)    | 7 (1,6%)    |
| Хиспаноамериканци | 13 (2,7%)   | 16 (3,6%)   |
| Укупно            | 490         | 446         |